# 宜昌市疾病预防控制中心
宜昌市疾病预防控制中心挂牌宜昌市健康管理中心、三峡大学公共卫生研究中心，位于湖北省宜昌市东山开发区，成立于2003年6月，直属于宜昌市卫计委，是由宜昌市政府举办的疾病预防控制、公共卫生技术管理与服务的公益性事业单位。
宜昌市疾控中心设有15个所科室，有大连路3号、一马路22号、夷陵路248号三个工作区，占地面积24亩，建筑面积1.2万平方米，在职人员181人。